# USS Calamus (AOG-25)
USS Calamus (AOG-25) – amerykański tankowiec typu Mettawee z okresu II wojny światowej.
Stępkę jednostki położono w stoczni East Coast Shipyard Inc. w Bayonne (stan New Jersey). Zwodowano go 4 maja 1944, matką chrzestną była A. H. Moore. Jednostka została przekazana US Navy 7 lipca 1944 i weszła do służby tego samego dnia, pierwszym dowódcą został Lieutenant W. Hord, USCGR.

## Służba w czasie II wojny światowej
Zbiornikowiec wypłynął z Norfolk 13 września 1944 płynąc w kierunku Pearl Harbor i Ulithi, gdzie dotarł w połowie grudnia. Rozpoczął wtedy pracę zaopatrzeniową przekazując produkty ropopochodne jednostkom floty.

### Wspieranie floty na Centralnym Pacyfiku
„Calamus” od 20 stycznia do lutego zaopatrywał jednostki przygotowujące się do ataku na Iwo Jimę. Po tym jak flota przeszła na zachód zbiornikowiec rozpoczął służbę stacjonarną na Saipanie od 11 lutego do 26 kwietnia. Wtedy zakotwiczył w rejonie Okinawy by wspierać przez 3 tygodnie atak na wyspę. Zbiornikowiec zaopatrywał jednostki floty przez cały okres ataku i okupacji wyspy.

### Wyrzucenie na brzeg
W czasie przebywania w rejonie Okinawy „Calamus” został wyrzucony na brzeg w rezultacie tajfunu Louise 9 października 1945. Na głęboką wodę wrócił 24 października 1945. Został naprawiony i wrócił do służby.

## Wycofanie ze służby
Po pełnieniu służby okupacyjnej zbiornikowiec wrócił do San Francisco 20 marca 1946. Został skreślony z listy floty (data nieznana). Wycofany ze służby 15 maja 1946 został przekazany Maritime Commission 4 września 1946. Został zezłomowany w 1964.

## Medale i odznaczenia
Okręt otrzymał jedną battle star za służbę w czasie II wojny światowej.
Załoga jednostki była uprawnienia do noszenia następujących odznaczeń
- Medal Kampanii Amerykańskiej
- Medal Kampanii Azji-Pacyfiku
- Medal Zwycięstwa w II Wojnie Światowej
- Medal Służby Okupacyjnej Marynarki Wojennej (z okuciem Asia)